# Priaranza del Bierzo
Priaranza del Bierzo (em galego, Priaranza do Bierzo) é um município da Espanha na província de León, comunidade autónoma de Castela e Leão, de área 33,70 km² com população de 918 habitantes (2006) e densidade populacional de 25,67 hab/km².

## Demografia
| Variação demográfica do município entre 1991 e 2004 | Variação demográfica do município entre 1991 e 2004 | Variação demográfica do município entre 1991 e 2004 | Variação demográfica do município entre 1991 e 2004 |
| --------------------------------------------------- | --------------------------------------------------- | --------------------------------------------------- | --------------------------------------------------- |
| 1991                                                | 1996                                                | 2001                                                | 2004                                                |
| 1015                                                | 1021                                                | 920                                                 | 865                                                 |